# 稲垣飛鳥
稲垣 飛鳥（いながき あすか、1976年11月16日 - ）は、日本の料理研究家、フルート奏者。オフィスキイワード所属。旧活動名は阿部 飛鳥（あべ あすか）で、現在の活動名は結婚後の本名。

## 来歴・人物
京都府で生まれ、小2から高3までは香川県高松市で過ごす。高松第一高等学校音楽科、奈良教育大学教育学部中学校教員養成課程音楽専攻卒業。中学校第1種教員免許（音楽）、高等学校第1種教員免許（音楽）、リトミック認定講師中級取得。
大学在学中より、関西を拠点とするタレント・レポーターとして活躍。関西を拠点としていた時代は、「ABCミュージック21」（ABCラジオ）や「よしもとエンタテイメントステーションGOYŌDA」（ラジオ大阪・YES・fm）などに出演していた。
2002年7月、マキシシングル「Traveling Life」で歌手デビュー。2004年に活動拠点を東京に移し、音楽活動を本格的に開始した。フルート奏者として精力的に活動している。
料理研究家としては、ファストフード店やコンビニエンスストアで販売されている料理の再現を特技としている。

## 出演番組
- ABCミュージック21（ABCラジオ）
- よしもとエンタテイメントステーションGOYŌDA（ラジオ大阪・YES・fm）
- ウワサのお客さま（フジテレビ系列）

## 監修・協力
- ナデシコですから（ABCラジオ　キャラ弁・スィーツ監修[1]）

## 著書
- 稲垣飛鳥さんのおうちで外食気分のごはん（2013年12月2日、ベネッセコーポレーション、ISBN 978-4828866598）
- 「まるでお店!」なほめられ♥レシピ（2015年10月22日、講談社、ISBN 978-4062996525）